# Vepris fadenii
Vepris fadenii är en vinruteväxtart som först beskrevs av Kokwaro, och fick sitt nu gällande namn av W. Mziray. Vepris fadenii ingår i släktet Vepris och familjen vinruteväxter. Inga underarter finns listade i Catalogue of Life.